# Alfred Schreuder
Alfred Schreuder (ur. 2 listopada 1972 w Barneveld) – holenderski trener i piłkarz grający na pozycji środkowego pomocnika.

## Życiorys
Schreuder jest wychowankiem klubu SDV Barneveld, pochodzącego z jego rodzinnej miejscowości. Następnie trafił do Feyenoordu, w barwach którego zadebiutował 12 kwietnia 1992 w przegranym 0:1 meczu z FC Groningen. Przez 2 sezony oprócz debiutanckiego meczu nie wystąpił ani razu i latem 1993 przeszedł do RKC Waalwijk. W RKC spędził 4 sezony, grał w podstawowej jedenastce, jednak był to zespół walczący głównie o utrzymanie się w lidze. W 1997 roku Schreuder zmienił barwy klubowe i stał się zawodnikiem NAC Breda. W 1999 roku przeżył z nią spadek do Eerste divisie i przez cały sezon 1999/2000 grał w drugiej lidze, ale tylko przez rok i w 2000 roku NAC ponownie zawitało do ekstraklasy. W 2003 roku Schreuder odszedł z NAC i po latach wrócił do Feyenoordu. Grał tam przez rok i następnie został wypożyczony do RKC Waalwijk, a latem 2005 wrócił do Feyenoordu. Grał też w FC Twente i SBV Vitesse. W 2009 roku zakończył karierę.
| Sezon   | Klub         | Kraj     | Rozgrywki      | Mecze | Bramki |
| ------- | ------------ | -------- | -------------- | ----- | ------ |
| 1991/92 | Feyenoord    | Holandia | Eredivisie     | 1     | 0      |
| 1992/93 | Feyenoord    | Holandia | Eredivisie     | 0     | 0      |
| 1993/94 | RKC Waalwijk | Holandia | Eredivisie     | 29    | 1      |
| 1994/95 | RKC Waalwijk | Holandia | Eredivisie     | 29    | 3      |
| 1995/96 | RKC Waalwijk | Holandia | Eredivisie     | 29    | 1      |
| 1996/97 | RKC Waalwijk | Holandia | Eredivisie     | 32    | 2      |
| 1997/98 | NAC Breda    | Holandia | Eerste divisie | 28    | 0      |
| 1998/99 | NAC Breda    | Holandia | Eredivisie     | 31    | 1      |
| 1999/00 | NAC Breda    | Holandia | Eerste divisie | 32    | 3      |
| 2000/01 | NAC Breda    | Holandia | Eredivisie     | 25    | 2      |
| 2001/02 | NAC Breda    | Holandia | Eredivisie     | 34    | 0      |
| 2002/03 | NAC Breda    | Holandia | Eredivisie     | 34    | 2      |
| 2003/04 | Feyenoord    | Holandia | Eredivisie     | 25    | 0      |
| 2004/05 | RKC Waalwijk | Holandia | Eredivisie     | 22    | 1      |
| 2005/06 | Feyenoord    | Holandia | Eredivisie     | 1     | 0      |
| 2006/07 | Feyenoord    | Holandia | Eredivisie     | 10    | 0      |
| 2007/08 | FC Twente    | Holandia | Eredivisie     | 3     | 0      |
| 2008/09 | SBV Vitesse  | Holandia | Eredivisie     | 6     | 0      |